# Villa Repeta
La villa Repeta est une villa veneta d'Andrea Palladio sise à  Campiglia dei Berici, dans la province de Vicence et la région Vénétie en Italie.

## Historique

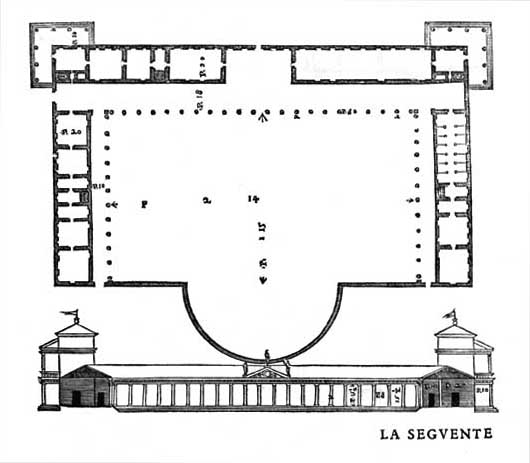
Plan de la villa publié dans Les Quatre Livres de l'architecture.

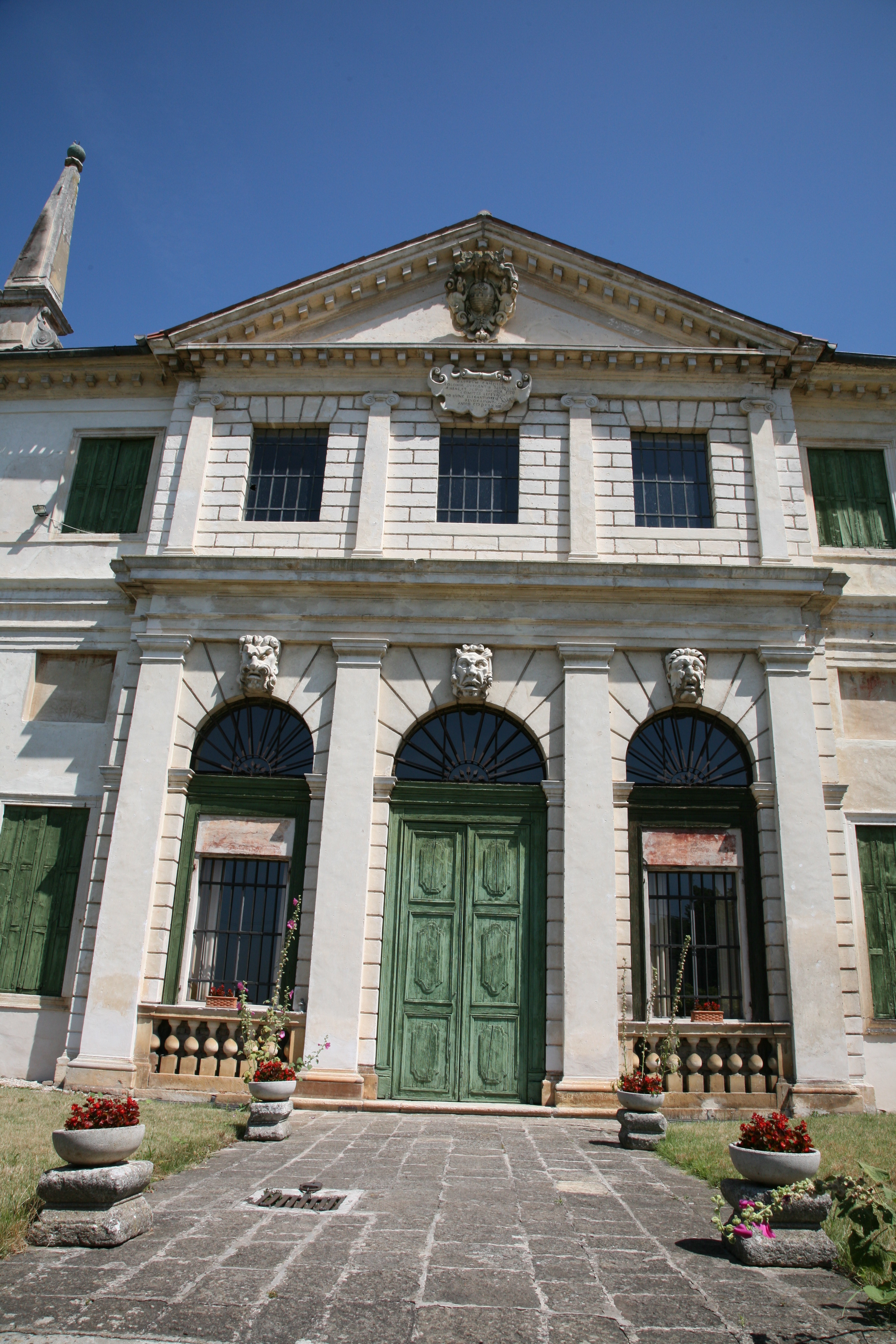
Détail de la façade.

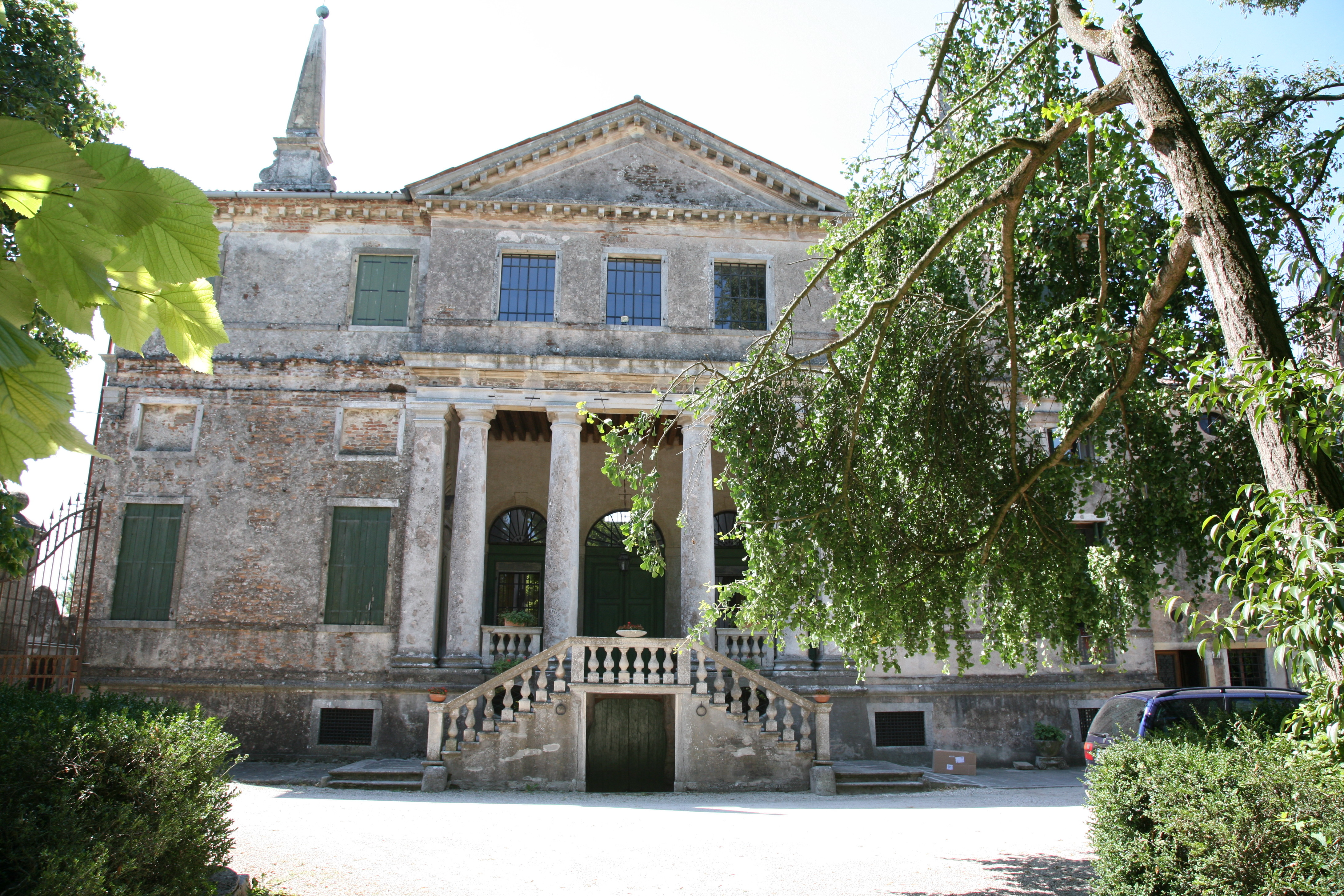
La façade postérieure.

Inutile de chercher Palladio dans les formes très XVIIe siècle de l'actuelle villa Repeta, édifiée en 1672 pour Enea et Scipione Repeta : la villa initiale destinée à Mario Repeta ou, du moins, les résultats initiaux de son chantier ont été détruits lors d'un incendie, dont la date est imprécise, entre 1640 et 1672, et remplacés par le nouvel édifice actuel.
La palladienne villa Repeta, projetée vers 1557, ne peut être reconstituée qu'à partir des tables des Quatre Livres de l'architecture, même si des études récentes démontrent que la gravure ne correspond effectivement pas au projet réalisé, qui est plutôt l'habituelle réélaboration théorique a posteriori d'une idée, liée dans la réalité aux contraintes préexistantes.
En tout cas, le projet est singulier parmi la production de Palladio : une structure à arcades continues, avec un ordre dorique, à un seul étage, entièrement développée à l'horizontal autour d'une cour rectangulaire. Les deux bâtiments destinées aux colombes, qui surmontent les angles, sont les uniques émergences verticales du complexe.
Privé de l'habituelle hiérarchisation entre la maison seigneuriale, dominante, et les annexes agricoles, le dessin de la villa pourrait être le fruit d'une demande précise du commanditaire et refléter les idées hétérodoxes et égalitaires de la famille Repeta (Mario Repeta est dénoncé au Saint-Office en 1569), protagoniste actif de la vie civile vicentine du XVIe siècle.

## Sources
- (it) Cet article est partiellement ou en totalité issu de l’article de Wikipédia en italien intitulé « Villa Repeta » (voir la liste des auteurs) dans sa version du 29 novembre 2008. Il est lui-même issu du texte relatif à la villa Repeta, sur le site du CISA, , lequel a autorisé sa publication (cf  tkt #2008031210017761)